# فرودگاه میاندریوازو
فرودگاه میاندریوازو (به انگلیسی: Miandrivazo Airport) یک فرودگاه همگانی با کد یاتا ZVA است که یک باند فرود آسفالت دارد و طول باند آن ۱۱۰۰ متر است. این فرودگاه در کشور ماداگاسکار قرار دارد و در ارتفاع ۶۲ متری از سطح دریا واقع شده‌است.